# Ніоба (повість)
Ніоба — драматична повість Ольги Кобилянської, написана наприкінці 1904-го року й опублікована в 1905-му році в журналі «Кіевская старина». Окремим виданням вийшла у 1907-му році в молодомузівському видавництві «Світ». На думку Михайла Рудницького, твір є спробою «психологічної повісти».

## Сюжет
У центрі "оповідання" (таку характеристику давала «Ніобі» сама Кобилянська) — стара попадя й мати 12-ти дітей. Має "старосвітський" світогляд. З незбагненної причини всю її родину чекають нещастя — частина дітей померла малими, старший син Іван помер від тифу, не закінчивши університету, середній син Осип з любові одружується на заможній єврейці, чим приносить "сором" усій родині (цей шлюб буде нещасливим, а його син осліпне в молодому віці); третій син Василь став духівником, якого церковні чиновники схилили до безшлюбності, внаслідок чого він живе з непошлюбленою жінкою; наймолодний же син Андруша стане п'яницею, і проклинатиме батьків за те, що привели його на світ.
Не краще складеться й доля доньок у родині: старша із них Марія помирає молодою, полишивши по собі троє дітей; за ними доглядає її сестра Лідія, з якою чоловік збирається одружитися; однак в останній момент Олена — інша її сестра — "підкорює" його серце, в чому він зізнається матері та Лідії, яку ця правда доводить до самогубства.
Останньою у повісті подано історію Зоні, яку віддали на виховання до вуйка. Як і багато героїнь Кобилянської, вона має загострене відчуття краси та потребу в високих пориваннях духу. Вона закохується у вродливого студента семінарії Олексу, якого тітка та вуйко вважають гарною парою і з яким вона невдовзі заручається. Втім, всуціль практичний, він не здатен зрозуміти свою майбутню дружину. Відданий "громадським справам" і дивлячись на своє майбутнє призначення духівником в одну з дальніх парафій як на можливість сприяти народному поступу, він скептично ставиться до культурних потреб своєї дружини, поступово виявляючи свої деспотичні риси. Зрештою, до вуйка Зоні приїздить маляр-німець, у якого вона закохується завдяки його артистизму та шляхетності. Заручини із Олексою розірвані, а прощаючись, вони з німцем не кажуть одне одному ані слова.

## Рецепція
Остап Луцький у огляді літератури за 1905-й рік називає «Ніобу» «найціннішим даром у [тогорічному] відділі повістей». Авторка глибоко глянула в провалля горя, як слід відчула і переказала нам трагедію священницької сім'ї […]. Будова повісті не без хиб, мова дуже слабка, […] але всі ті недостачі покриває глибоке відчуття і розуміння людської душі […]». 
Лариса Житченко вважає «Ніобу» своєрідною притчею. На її думку, «причина порушення усталеного патріархального порядку в кожного з дітей […] своя, але наслідок один — скалічене життя».
Крім того, у повісті можна простежити паралелі до інших творів Кобилянської. Наприклад, історія Зоні відсилає до схожої ситуації в повісті «Людина» і є, фактично, її інваріантом.

## Видання
- Ніоба (новеля) // Кіевская старина, 1905. № 6, с. 361-410; № 7-8, с. 75-107; № 9 с. 248-316.
- Ніоба. Львів: накладом В. Будзиновського, з друкарні народової Коперника, 1907.
- Кобилянська О. Ю. Ніоба: новела /ред. та вступ. ст. А. Ніковського. — Київ : Сяйво, 1927. — 206 с.
- Кобилянська О. Твори. Т. 6: Ніоба: повість. – Харків : Рух, 1927. – 166 с.